# Dusona brischkei
Dusona brischkei är en stekelart som först beskrevs av Dalla Torre 1901.  Dusona brischkei ingår i släktet Dusona och familjen brokparasitsteklar. Inga underarter finns listade i Catalogue of Life.